# دمیتری کوندراتیف
دمیتری کوندراتیف (به انگلیسی: Dmitri Kondratyev) فضانورد اهل کشور روسیه است که در ۲۵ مهٔ ۱۹۶۹ میلادی در ایرکوتسک زاده شد. وی در مأموریت سایوز تی‌ام‌ای-۲۰، اکسپدییشن ۲۶، اکسپدییشن ۲۷ حضور داشته است.